# Bălteni (Vaslui)
Bălteni è un comune della Romania di 1 584 abitanti, ubicato nel distretto di Vaslui, nella regione storica della Moldavia. 
Il comune è formato dall'unione di 3 villaggi: Bălteni, Bălteni-Deal, Chetrești.